# ریچا (داغستان)
ریچا (به لاتین: Richa) یک منطقهٔ مسکونی در روسیه است که در شهرستان آگولسکی واقع شده‌است.